# William H. Seward

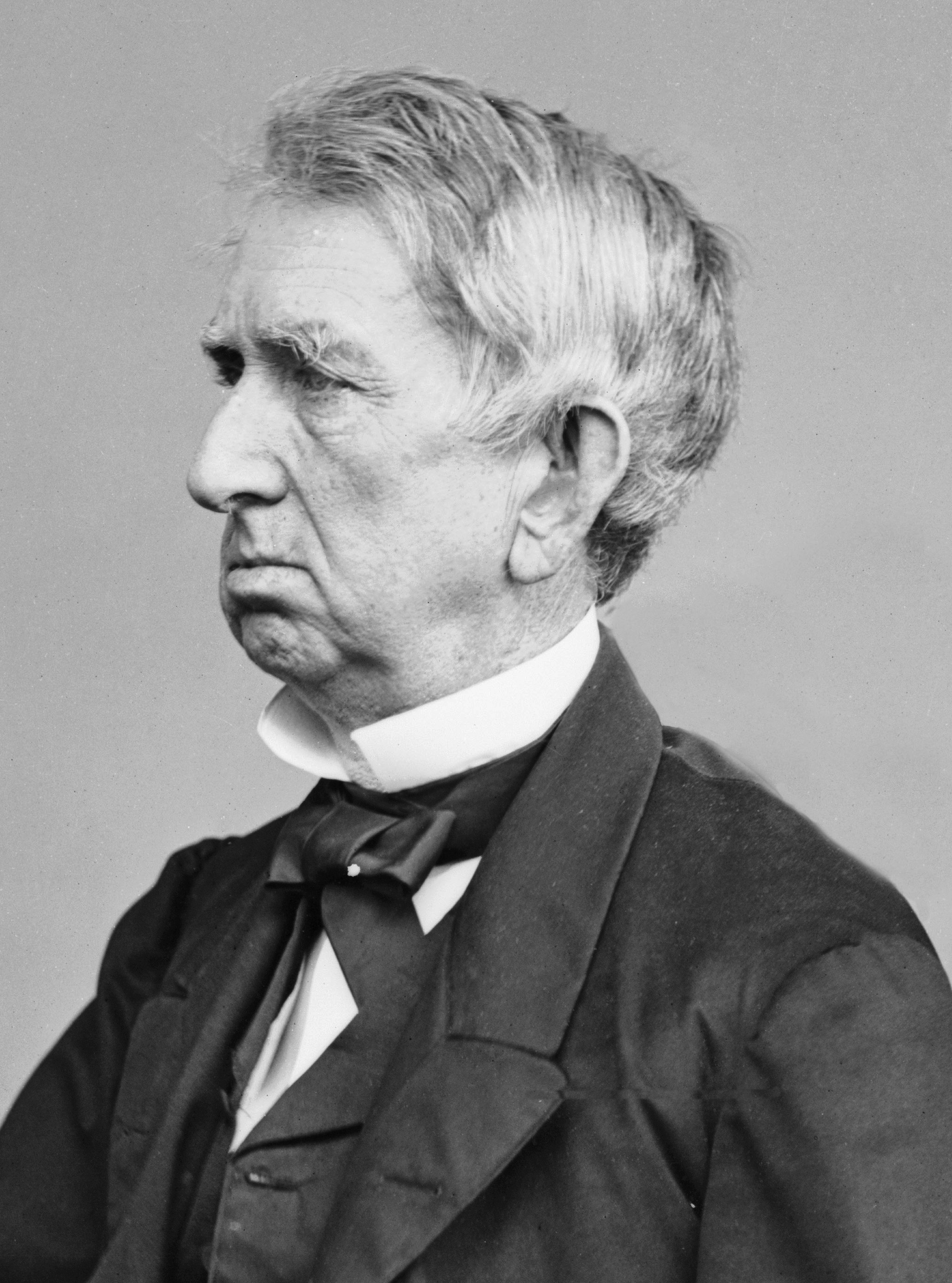
William H. Seward

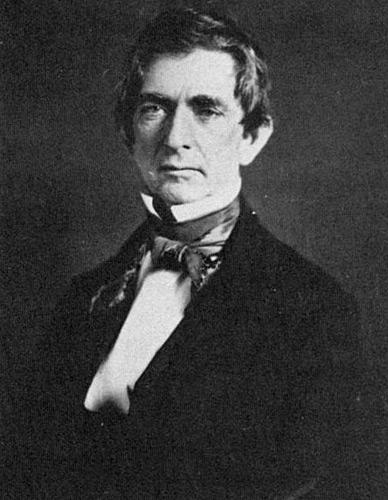
William H. Seward

William Henry Seward (* 16. Mai 1801 in Florida, Orange County, New York; † 10. Oktober 1872 in Auburn, New York) war ein US-amerikanischer Politiker (R), der von 1861 bis 1869 unter den Präsidenten Abraham Lincoln und Andrew Johnson als Außenminister der Vereinigten Staaten amtierte. Im Jahr 1867 war er maßgeblicher Initiator des Kaufes Alaskas vom Russischen Kaiserreich.

## Leben

### Aufstieg
Seward, von Beruf Anwalt, saß von 1831 bis 1833 im Senat von New York und amtierte von 1839 bis 1843 als Gouverneur dieses Bundesstaates. Nach seinem Wechsel in die Bundespolitik vertrat er von 1849 bis 1861 die Interessen New Yorks im US-Senat in Washington. Ursprünglich Mitglied der Whig Party, gehörte er nach 1854 – als entschiedener Gegner der Sklaverei – zu den Wortführern der neu gegründeten Republikanischen Partei. Auf dem Chicagoer Nominierungsparteitag der Republikaner zur Präsidentschaftswahl 1860 galt Seward zunächst als aussichtsreichster Kandidat. Aber schließlich machte Abraham Lincoln das Rennen, aufgrund seiner konzilianteren Haltung gegenüber den sklavenhaltenden Südstaaten.

### Außenminister während des Bürgerkriegs
Nach dem Wahlsieg der Republikaner trat Seward 1861 in Lincolns Kabinett ein und wurde zu einem der wichtigsten Berater des Präsidenten während des Bürgerkrieges. Seine Aufgabe als Außenminister bestand vor allem darin, eine Intervention Großbritanniens und Frankreichs zugunsten der Konföderation zu verhindern. Großbritannien besaß ein wirtschaftliches Interesse am Fortbestand der Sklaverei, da sie die Einfuhr billiger Baumwolle für die eigene Textilindustrie sicherte. Frankreich sah in einer Spaltung und Schwächung der USA eine Chance, seine Einflusssphäre in Mexiko auszubauen (siehe Französische Intervention in Mexiko).
Seward nahm starken Einfluss auf die Proklamation zur Sklavenbefreiung vom 22. September 1862, die er auch als außenpolitisches Werkzeug sah. Denn die Tatsache, dass die Abschaffung der Sklaverei nun offizielles Kriegsziel der Nordstaaten war, machte es den europäischen Mächten moralisch unmöglich, aktiv auf Seiten der Konföderierten in den Kampf einzugreifen.

### Attentat
Am Ende des Bürgerkrieges, am 14. April 1865, wurde Seward zum Ziel eines Anschlags der Verschwörergruppe um John Wilkes Booth, der am gleichen Abend während einer Theatervorstellung in Washington, D.C. Abraham Lincoln zum Opfer fiel. Ursprünglich hatte Lincoln auch Seward zu der Vorstellung eingeladen und es war geplant, auch diesen zu ermorden. Da Seward jedoch wegen einer Erkrankung zu Hause geblieben war, versuchte der Mitverschwörer Lewis Powell ihn in seinem Haus zu erdolchen. Seward überlebte das Attentat schwer verletzt und diente danach auch Lincolns Nachfolger, dem vorherigen Vizepräsidenten Andrew Johnson, als Außenminister.

### Der Erwerb Alaskas
Sewards folgenreichste Unternehmung während seiner zweiten Amtszeit war sein Einsatz für den Erwerb der russischen Territorien in Nordamerika (Alaska Purchase). Nach langen Verhandlungen unterzeichneten Seward und der russische Botschafter Eduard von Stoeckl am 30. März 1867 einen Vertrag, nach dem das Zarenreich Alaska für 7,2 Millionen Dollar an die Vereinigten Staaten abtrat.
Seward wurde für dieses Geschäft in der Öffentlichkeit heftig kritisiert. In der Presse wurde Alaska als ‚Seward’s icebox‘ („Sewards Kühlschrank“) oder ‚Seward’s folly‘ („Sewards Torheit“) bezeichnet. Der New York Herald schlug vor, verarmte europäische Monarchen, die ein Stück wertloses Land zu verkaufen hätten, sollten sich an W. H. Seward, State Department, Washington, D.C. wenden.
Seward äußerte im August 1868 in einer Rede in Sitka seine Zuversicht, dass Alaska sich mit der Zeit zu einem wertvollen Teil der USA entwickeln werde. In der Tat wurde in Alaska kurz darauf Gold entdeckt, und während des Goldrauschs ab 1896 reisten viele Goldsucher über den Südosten Alaskas an den kanadischen Klondike. Der Ort Seward und der gesetzliche Feiertag Seward’s Day in Alaska sowie Seward County in Kansas und Seward County in Nebraska sind nach William H. Seward benannt.
Nach seinem Ausscheiden aus dem Amt unternahm Seward ausgedehnte Auslandsreisen, über die er Reiseberichte verfasste.

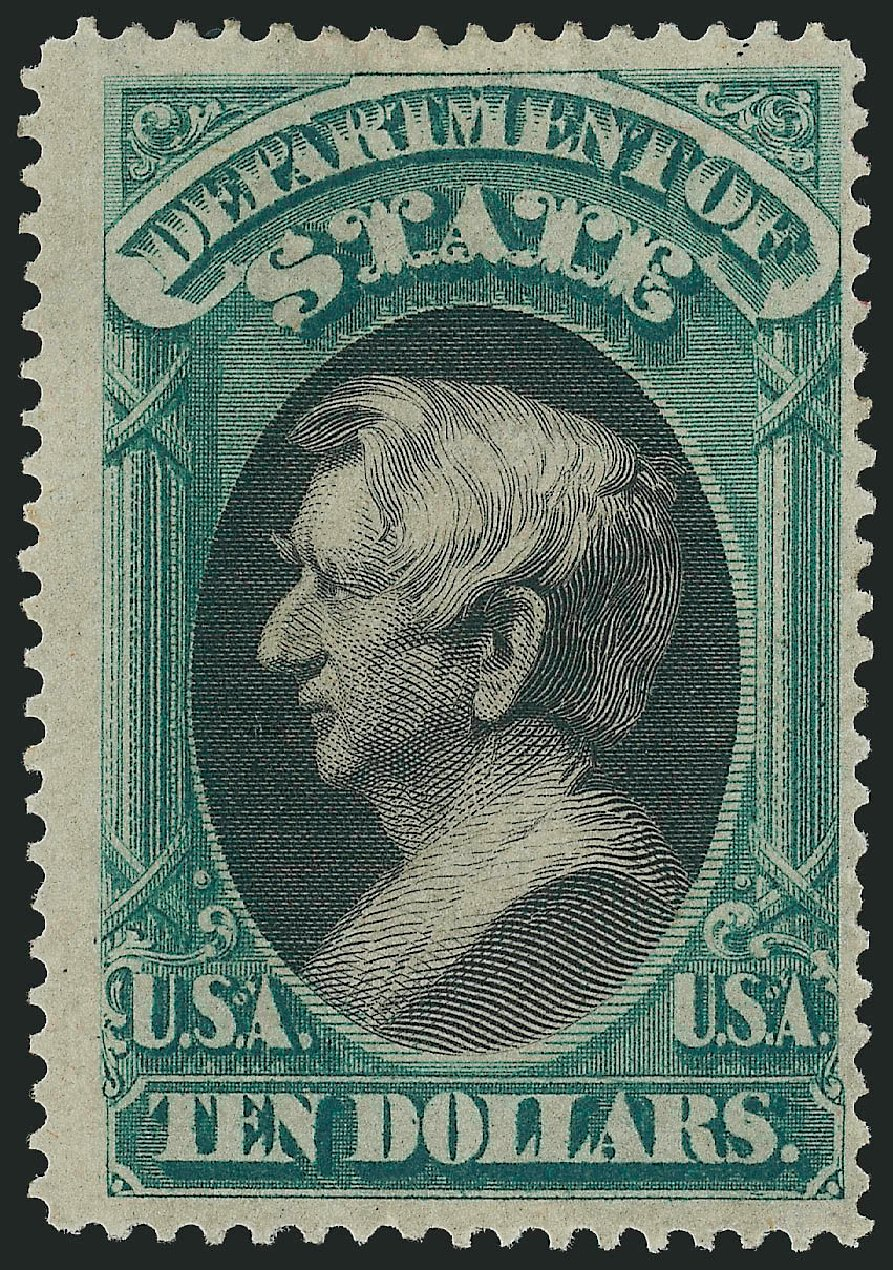

### Ehrung
Ihm zu Ehren wurde 1873 eine Briefmarkenserie aufgelegt mit den Werten 2, 5, 10 und 20 Dollar, die vom State Department (Außenministerium) verwendet wurde.

## Trivia
Seward kommt als Zeichentrickfigur in der Folge Abenteuer in Alaska der in den Jahren 2001–2003 produzierten Serie Lucky Luke – Die neuen Abenteuer vor. In dieser Folge wird Seward als patriotischer, jedoch etwas naiver und ängstlichen Außenminister dargestellt, der Lucky Luke als seinen Leibwächter anstellt.

## Werke
- The works of William H. Seward. Edited by George E. Baker in Three Volumes. Publisher: Redfield, New York
- Volume I (1853)
- Volume II (1853)
- Volume III (1887) new edition
- Volume IV (1889) Publisher: Houghton, Mifflin & Company, Boston
- Volume V – (1890) The Diplomatic History of the War for the Union.
- Life and Public Services of John Quincy Adams Sixth President of the United States. Auburn 1853 PROJECT GUTENBERG E-BOOK
- The Politics of Justice, Equality and Freedom. Washington D.C. 1855
- Travels around the World. Edited by Olive Risley Seward (his adopted daughter). Publisher: D. Appleton, New York 1873